# Noctivagus
Noctivagus er en portugisisk rockgruppe dannet i 1994. Gruppen bliver ofte kaldt et goth band.
Navnet er taget fra latin. Noctivagus er anført af den letgenkendelige forsanger Lino Átila, der har fungeret som frontmand siden bandets begyndelse.

## Nuværende medlemmer
- Lino Átila – Vokal
- Lady Miss Kill – Trommer
- Fernando N. – Bas
- Nuno D`Ávila – Guitar

## Diskografi
- 1995 Almas Ocultas
- 1998 Imenso
- 2003 After the Curse
- 2005 Transmission
- 2010 Pilgrim Dimension
- 2011 Ecos da Noite